# Anya Louw
Anya Louw (Devonport, 16 oktober 2000) is een Australisch wielrenster die sinds juli 2022 voor de vanaf 2024 geheten AG Insurance-Soudal wielerploeg rijdt.

## Carrière
Louw won het Oceanisch kampioenschap tijdrijden zowel bij de junioren als bij de beloften. In deze laatste categorie werd ze ook Australisch kampioene tijdrijden.
Vanaf begin 2022 reed ze voor de Australische wielerploeg ARA Pro Racing Sunshine Coast. Later dat jaar, vanaf 1 juli, begon ze bij de Nederlandse ploeg AG Insurance NXTG dat vanaf 2023 onder Belgische licentie verderging.

## Palmares
2017
 Australisch kampioenschap tijdrijden, junioren
2018
 Oceanisch kampioene tijdrijden, junioren
 Australisch kampioenschap tijdrijden, junioren
2021
 Australisch kampioenschap tijdrijden, beloften
2022
 Oceanisch kampioene tijdrijden, beloften
 Australisch kampioene tijdrijden, beloften

## Ploegen
- 2022 -  ARA Pro Racing Sunshine Coast (tot 30 juni)
- 2022 –  AG Insurance NXTG (vanaf 1 juli)
- 2023 -  AG Insurance-Soudal Quick-Step
- 2024 -  AG Insurance-Soudal
- 2025 -  AG Insurance-Soudal

Benito · Boogaard · Borgström · Ghekiere · Goossens · Henttala · Kasper · Knaven · Louw · Masetti · Meertens · Moolman-Pasio · Pluimers · Rijnbeek · Steigenga · Wollaston
Benito · Bentveld (vanaf 24/4-tot 13/9) · Boogaard · Borgström · De Schepper (vanaf 14/6) · Ghekiere · Gigante · Goossens · Le Court · Louw · Masetti · Moolman-Pasio · Pluimers · Rijnbeek · Steigenga · Van de Velde · Wollaston
Bastiaenssen · Benito · Bentveld · Borgström · Bossuyt (vanaf 14/6) · Castrique · De Schepper · Ghekiere · Gigante · Goossens · Le Court · Louw · Manly · Masetti · Moolman-Pasio · Pluimers · Steigenga · Van de Velde · Verhulst-Wild · Žigart